# William Howard (1er vicomte Stafford)
Pour les articles homonymes, voir William Howard et Howard.
Le Bienheureux William Howard (30 novembre 1614 – 29 décembre 1680), 1er vicomte Stafford, est le plus jeune fils de Thomas Howard, 14e (ou 21e) comte d'Arundel, et de sa femme née Alethea Talbot. Il est un bienheureux et martyr de l'Église catholique romaine.

## Biographie
Issu d'une famille de nobles récusants (les Howard), il est élevé dans la foi catholique, et est un partisan royaliste lors de la Première Révolution anglaise.
En 1637, il épouse Mary Stafford, sœur du 5e baron Stafford. À la mort du 6e baron Stafford, la famille Stafford étant éteinte en ligne mâle, il reçoit le titre de Baron Stafford, tandis que sa femme Mary est titrée baronne en son droit propre. Il est élevé au titre de vicomte Stafford par Charles Ier d'Angleterre en 1640.
En 1642, il part en exil avec la famille royale. En 1678, il est impliqué dans le complot papiste (popish plot), un faux complot monté de toutes pièces par des anti-catholiques lors du règne de Charles II d'Angleterre, et est emprisonné à la Tour de Londres.
Il est ensuite jugé coupable de trahison, et exécuté. Il obtient cependant d'être simplement décapité plutôt que de subir le supplice infamant d'être hanged, drawn and quartered.
Le titre de vicomte Stafford disparait avec lui et ne fut jamais recréé par la suite, tandis que le titre de baron Stafford est relevé en 1824 par une branche de la famille ayant obtenu la levée de l'attainder (en) (forme de dérogeance frappant en droit britannique les héritiers d'une personne titrée condamnée pour divers actes graves dont la trahison) portant sur le titre.
Il est béatifié par le Pape Pie XI en 1929.
Une petite pierre du trésor de Cheapside est gravée du badge de William Howard, 1er vicomte Stafford. Or celui-ci n’est créé vicomte qu'en 1640. Cette pierre donne la date la plus ancienne à laquelle le trésor a été enterré.